# Platysoma torpens
Platysoma torpens är en skalbaggsart som beskrevs av Sylvain Auguste de Marseul 1864. Platysoma torpens ingår i släktet Platysoma och familjen stumpbaggar. Inga underarter finns listade i Catalogue of Life.